# Газонасиченість гірських порід
Газонасиченість гірських порід (рос.газонасыщенность горных пород; англ. gas storage capacity of rocks; нім. Gesteingaskapazität f) — ступінь заповнення порожнин (пор, каверн і тріщин) в гірських породах природними газами. Чисельно оцінюється коефіцієнтом газонасиченості kг, що дорівнює відношенню об'єму газу природного, який заповнює породу, до об'єму відкритих пор і порожнин у породі.

## Загальний опис
Г. зумовлена сорбційною властивістю мінералів, які складають породу, пористістю і тріщинуватістю гірських порід, тиском газів.
Розрізняють: початкову, поточну і кінцеву водонафтогазонасиченість. Значення насиченості гірських порід флюїдами і газом визначають лабораторним методом і геофізичними методами та використовують у підрахунку запасів нафти і газу, контролі та регулюванні за розробкою нафтових і газових родовищ та при оцінці технологічної ефективності застосовуваних методів збільшення нафтогазоконденсатовіддачі пластів.
Стосовно до покладів природного газу коефіцієнт Г.г.п. характеризує частину об'єму відкритих пор породи, зайнятих вільним газом у термобаричних умовах пласта. Коефіцієнт Г.г.п. (kг) кількісно оцінюють за її водонасиченістю (kв), виходячи з балансу флюїдів в порах породи, які не змішуються: kг= 1 — kв.
При просуванні вод в обводнені пласти спостерігається залишкова Г.г.п., яка відповідає кількості нерухомого газу (защемленого в порах, відокремленого). kг визначають у свердловинах: — за матеріалами промислово-геофізичних досліджень (в основному за даними електричного каротажу) із залученням інформації про петрофізичні властивості порід; — за даними детальної газометрії в процесі буріння свердловини з урахуванням умов залягання; по керну — дослідженням рівноважної і залишкової водонасиченості.
Величини Г. застосовують для оцінки породи як колектора, підрахунку запасів і контролю за розробкою родовищ газу.
Наповненість порового простору нафтою і газом характеризується коефіцієнтами нафто- і газонасиченості. Вони визначаються як експериментально (в лабораторних умовах) так і в процесі промислово-геофізичних досліджень у свердловинах (методи електричного опору, нейтронні методи).